# Почесний доктор Національної академії наук України
Поче́сний до́ктор Націона́льної акаде́мії нау́к Украї́ни — найвище звання Національної академії наук України, що присвоюється Президією НАН видатним діячам світової науки, культури, державним та громадським діячам, що зробили вагомий внесок у розвиток науки, суспільний прогрес, забезпечення миру, взаєморозуміння й співробітництва між народами.

## Процедура присвоєння
Кандидатури для присвоєння звання «Почесний доктор Національної академії наук України» подаються Президії НАН України Президентом або за його згодою віце-президентом НАН України. Рішення Президії НАН України про присвоєння звання приймається відкритим голосуванням простою більшістю голосів присутніх на засіданні членів Президії. Особам, удостоєним цього звання, вручається диплом установленого зразка. 

## Почесні доктори НАН України
- Моріс Уїлкіс (1998)
- Карло Руббіа (1999).
- Абдул Калам — індійський державний діяч (2005).
- Вольфганг Куммер (2005).
- Лу Юнсян[en] — китайський вчений (2005).
- Бікаш Сінг [en](2005)
- Звягільський Юхим Леонідович — український політик (2005).
- Пауль Зіфферт (2006).
- Воротніков Юрій Леонідович[ru] — російський мовознавець (2006).
- Габріель Де Роза[it] — італійський політик (2006).
- Пітер Ханггі[en] — швейцарський фізик-теоретик (2006).
- Горникевич Олег — канадський медик (2006).
- Лейн Хордайк (2006).
- Рішард Цях (2006).
- Горошко Олег Олександрович (2009).
- Вальтер Тіррінґ — австрійський фізик-теоретик (2009).
- Волотовський Ігор Дмитрович[be] — білоруський біофізик (2009).
- Гайнц Фішер — австрійський державний і політичний діяч (2009).
- Крижанівський Олег Прокопович (2009).
- Кузнєцова Наталія Семенівна (2009).
- Черномирдін Віктор Степанович — російський державний діяч (2009).
- Гельмут Раух[de] — австрійський фізик–ядерник (2010).
- Джеймс Біллінгтон[en] — американський історик (2010).
- Мірошников Анатолій Іванович[ru] — російський біохімік (2010).
- Асгеїр Брекке (2011)
- Губерський Леонід Васильович — академік НАН України (2011).
- Джонатан (Джон) Елліс (2011).
- Фідель Анхель Кастро Діас-Баларт (2011).
- Павел Кабат (2013).
- Ракуса-Сущевський Станіслав (2013).
- Гринь Юрій Миколайович (2015).
- Цайлінгер Антон (2015).
- Мухаммад бен Зайд аль-Нахайян (2016).
- Паоло Джубеліно (2016).
- Роалд Гоффман (2017).
- Лі Юаньюань (2017).
- Гаральд цур Гаузен (2017).[2][3]
- Богуслаєв Вячеслав Олександрович (2021)
- Губерський Леонід Васильович (2021)
- Еберхардштайнер Йозеф[de](2021)

## Галерея почесних докторів НАН України

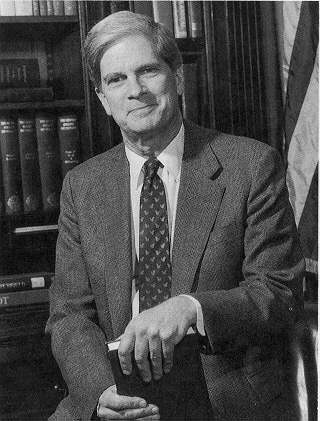
Джеймс Біллінгтон
Вальтер Тіррінґ
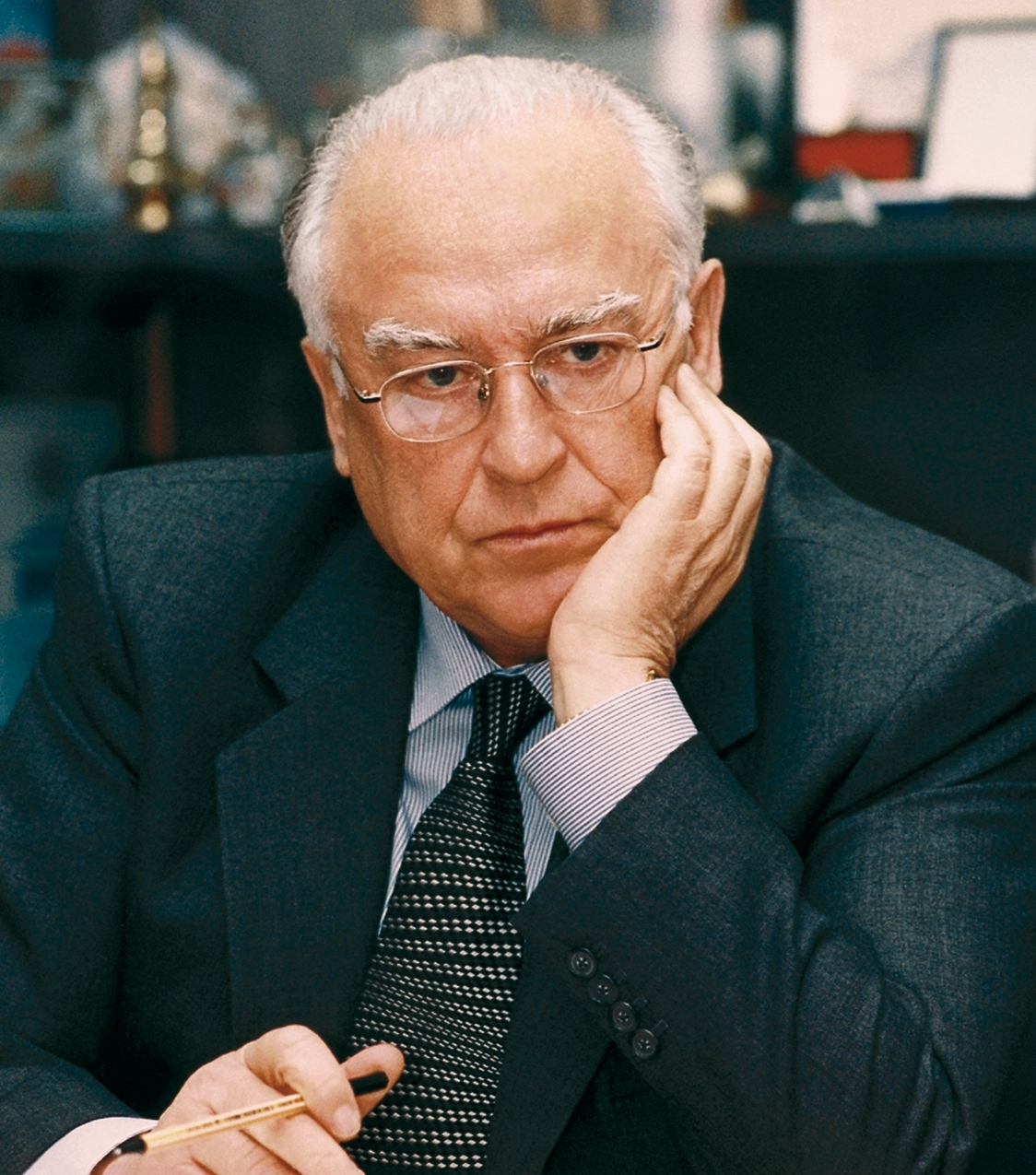
Черномирдін Віктор Степанович
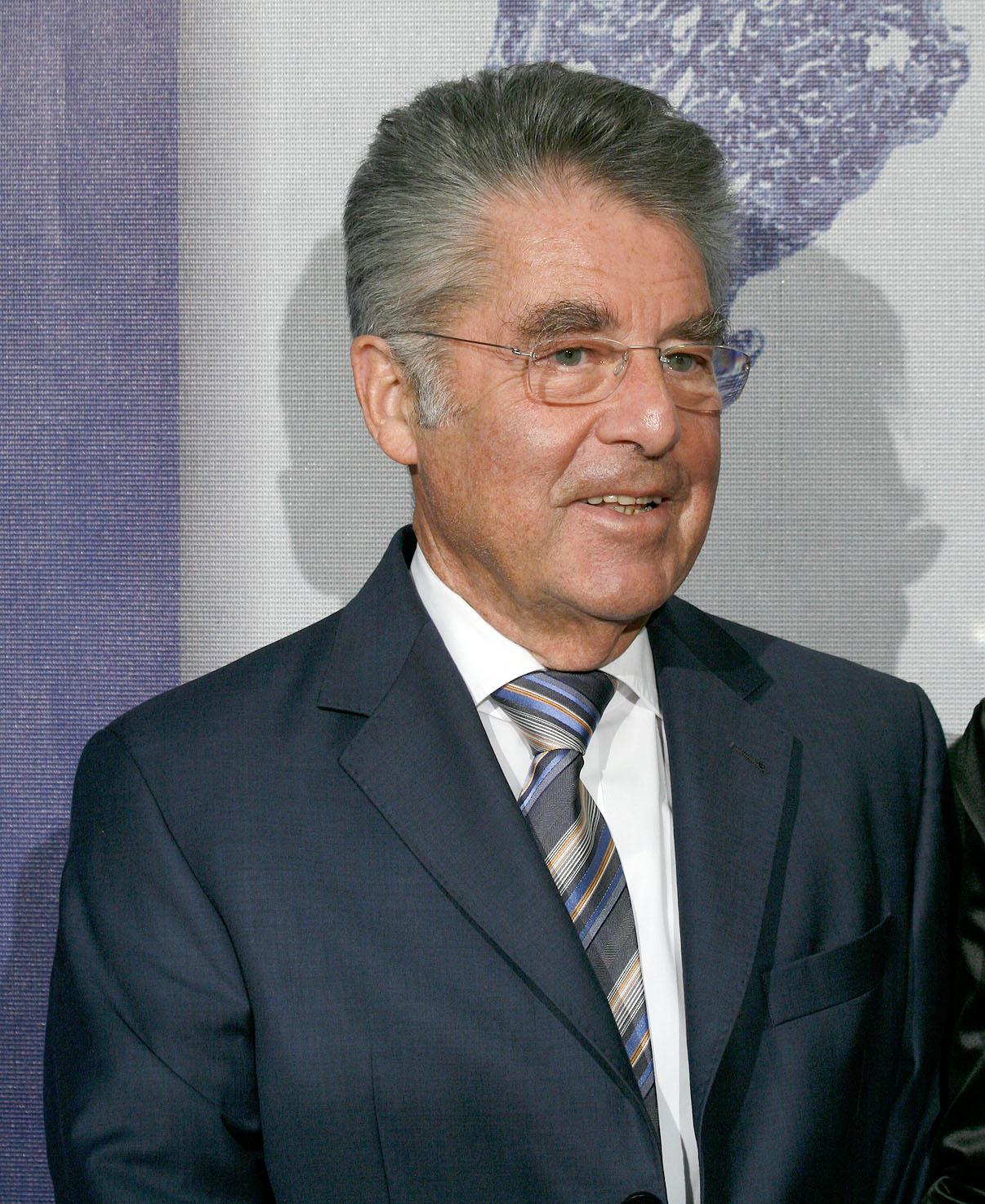
Гайнц Фішер
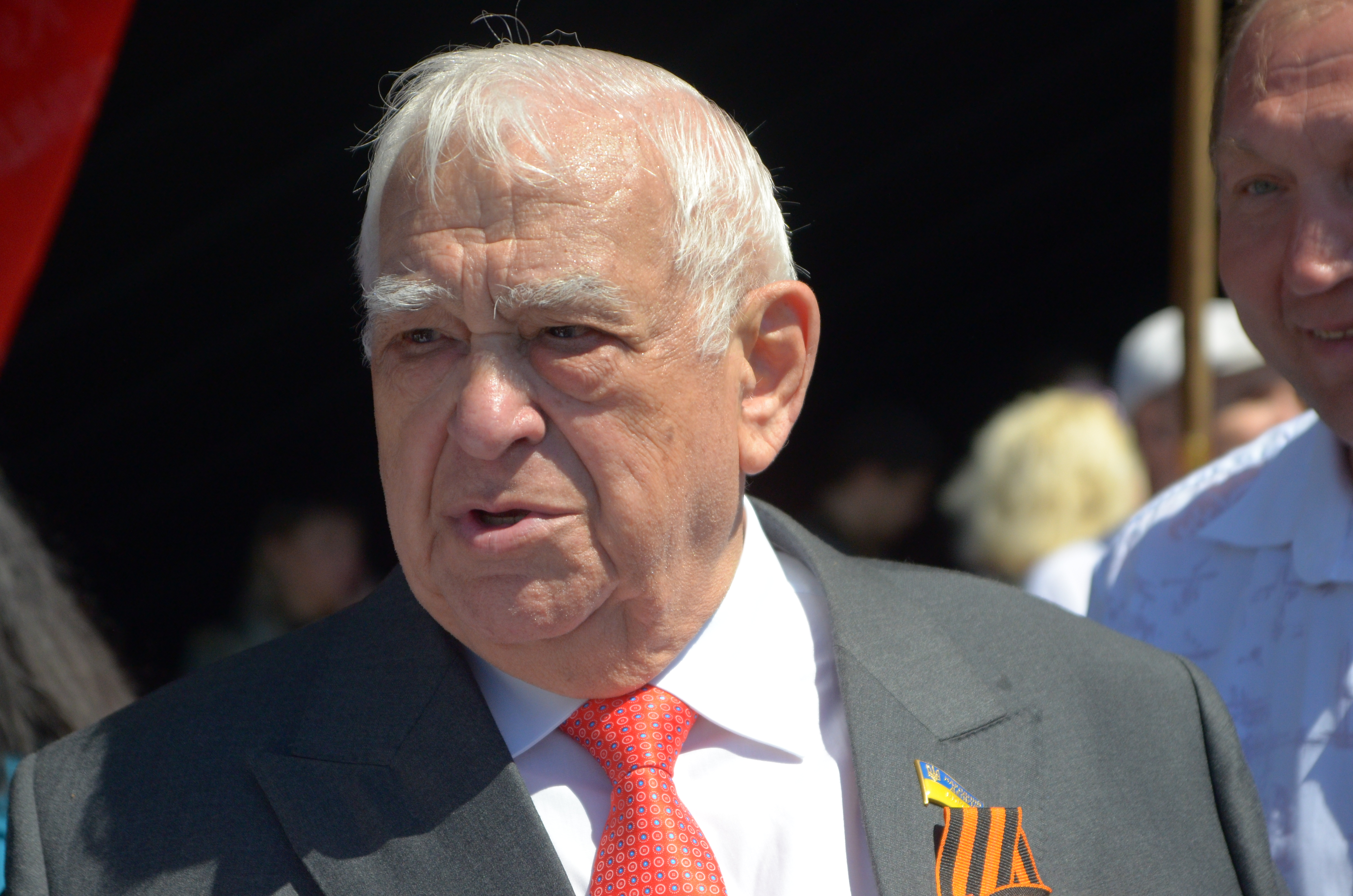
Юхим Звягільський
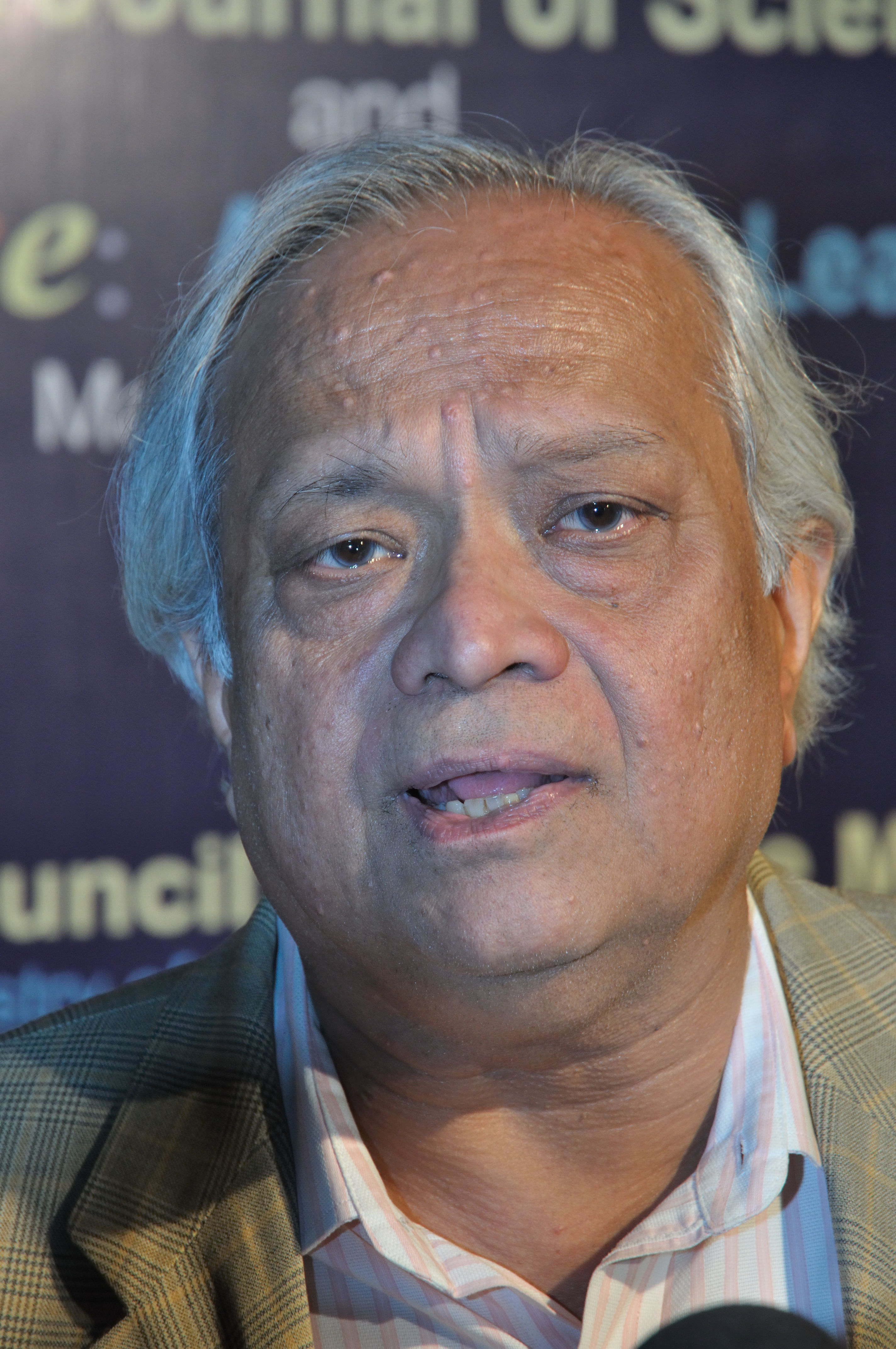
Бікаш Сінг